# جنگ ایران و روم (۴۴۰)
جنگ سال ۴۴۰ میلادی ایران و روم درگیری کوتاهی میان ایران ساسانی و امپراتوری بیزانس بود. دلیل کوتاه بودن این جنگ تحت حمله قرار گرفتن استان‌های جنوبی روم به دست وندال‌ها بود که رومیان را وادار به آن کرد که این جنگ را به سرعت تمام کنند و تمرکز خود را روی وندال‌ها بگذارند. ساسانیان در کنار پیروزی سیاسی در ازای صلح پول نیز دریافت کردند.